# Tortelli di castagne
I tortelli di castagne (anche capaltàz o capaltèz, in romagnolo) sono un formato di pasta ripiena tradizionale originario della cucina tosco-romagnola. Sono un piatto tipico della vigilia di Natale preparato ancora oggi nel territorio dell'Appennino imolese e faentino, in particolare nei paesi di montagna della Valle del Santerno.

## Evoluzione
Esistono diverse versioni dei tortelli di castagne, ma la ricetta originale, che risale all'epoca rinascimentale, prevede che vengano preparati con la spoja matta (sfoglia impastata prevalentemente con l'acqua) e un ripieno di marroni bolliti e mostarda bolognese. La ricetta prevede che vengano poi conditi con olio extravergine e pepe macinato in abbondanza per smorzarne il sapore dolce.
I tortelli si sono successivamente evoluti fino a diventare dei dolcetti di pasta frolla con un ripieno più ricco (aggiungendo ad esempio noci, cacao, rum). Questi dolcetti vengono cotti al forno e poi spolverizzati di zucchero a velo.